# Överhogdalstapeten

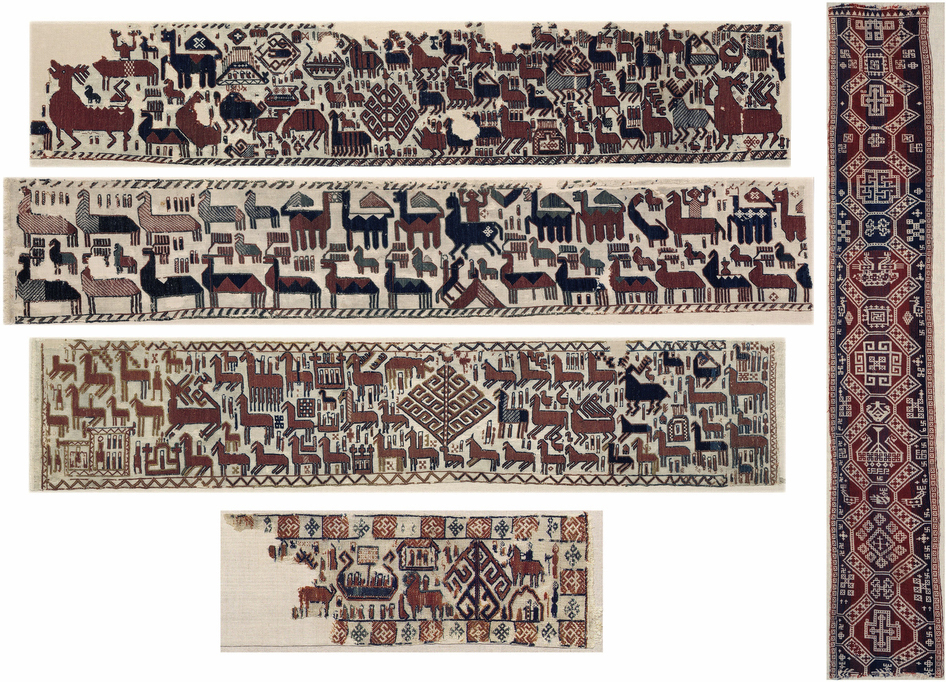
De fem bonaderna

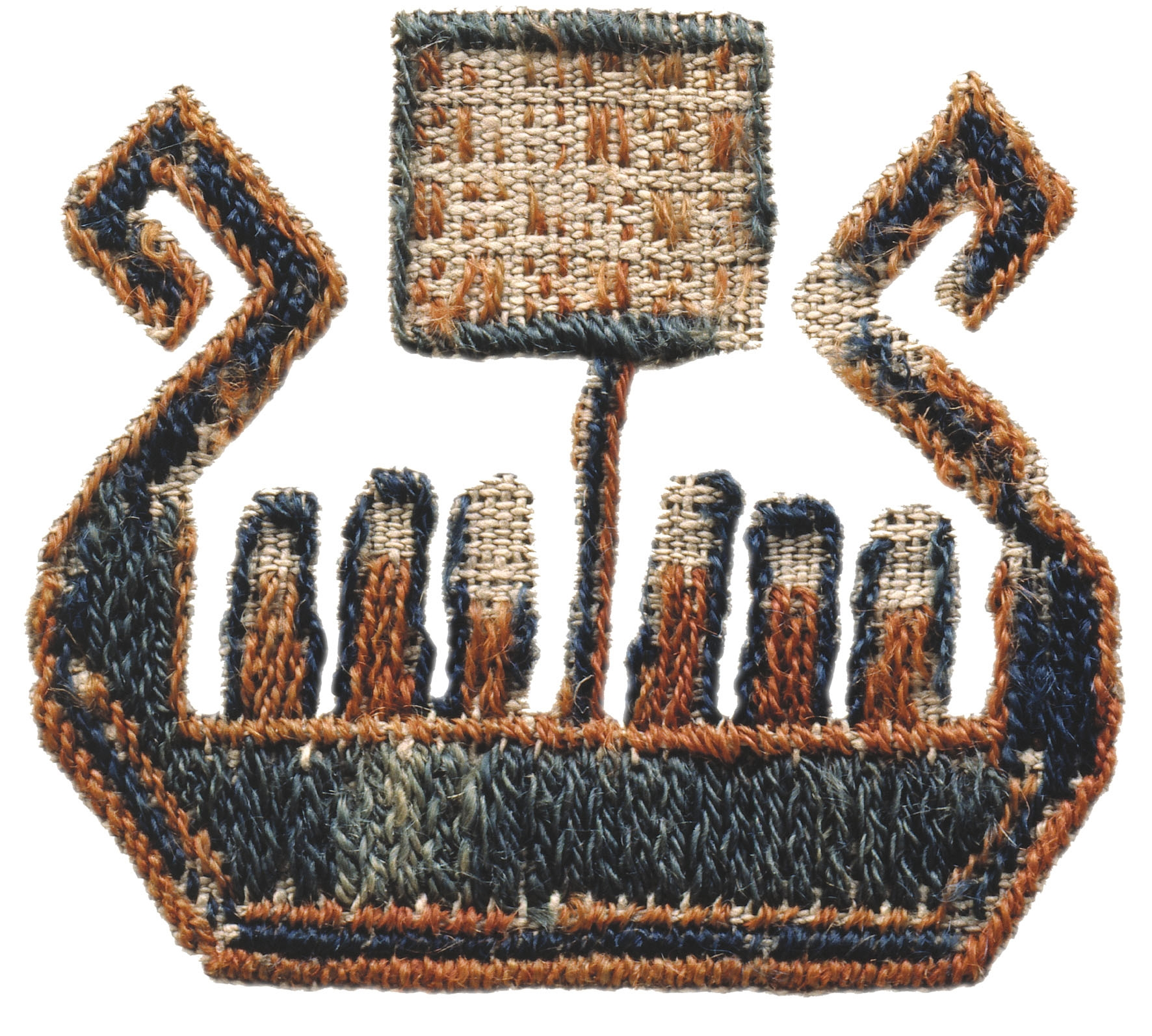
Detalj: Vikingaskepp

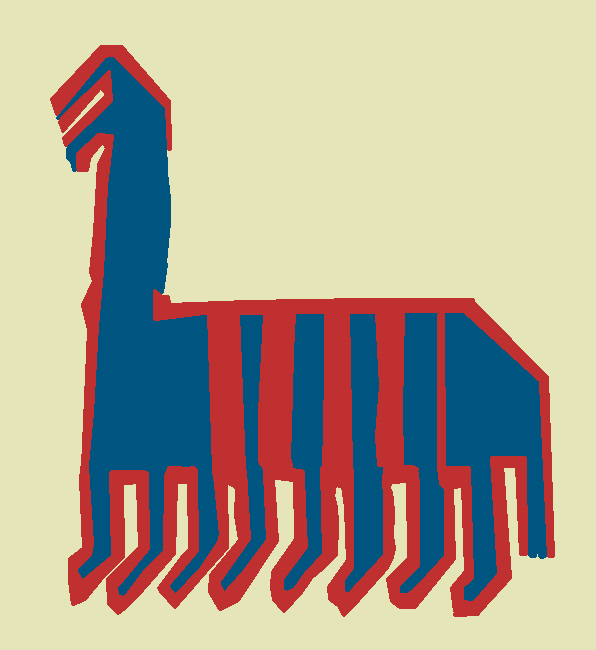
Detalj: Odens häst Sleipner med åtta ben

Överhogdalstapeten (Överhogdalsbonaderna eller Överhogdalsvävarna) är fem bonader från sent 1000-tal eller 1100-tal funna i Överhogdal, Härjedalen. Bonaderna tillhör Överhogdals kyrka men visas idag på Jämtlands Läns Museum, Jamtli.

## Bakgrund
Bonaderna påträffades av den dåvarande kyrkvärden Jonas Hanssons dräng, Jonas Holm (1895–1986), i vedlåren i Överhogdals kyrkas sakristia vid renoveringen av kyrkan år 1909, och Holm lade tygbyltet i ett av kyrkhärbrena. År 1910 kom jämtlandskonstnären Paul Jonze till Överhogdal och fann bonaderna i härbret. Han tog dem till den kulturhistoriskt mycket intresserade landshövdingsfrun Ellen Widén i Östersund, som tvättade dem i länsresidensets badkar, och bonaderna klarade den behandlingen väl. Tre mindre bitar som skilts från tapeten hittades av Helena Öberg under en resa till Överhogdal 1911. Bonaderna var vid anträffandet ihopsydda till ett gammalt täcke, och täcket ställdes år 1911 för första gången ut i Östersund.

## Bonaderna
Av de fem bonaderna så är fyra utförda med ullgarn i soumakteknik på linnebotten och den femte är en dubbelväv. Två av delarna har förmodligen hört samman från början, medan en del troligen utgjort en egen bonad.
Överhogdalstapetens olika bonader är daterade med Kol-14-metoden till en gemensam tidpunkt någon gång mellan 1040 och 1170. De är därmed ungefär samtida med Bayeuxtapeten, och ger en unik inblick i den då rådande bildvärlden i Norden. 

## Motiv
Bildernas innehåll är omdiskuterat, en del figurer har ett hedniskt innehåll, där man till exempel i en detalj ser Odens häst Sleipner medan andra figurer tydligt är en del av den kristna bildvärlden. Liksom i Mälardalen så gick övergången från asatro till kristendom långsamt i Härjedalen under 1000-talet. På bonaderna finns bilder av stiliserade träd med en tupp i toppen. Kanske är det världsträdet Yggdrasil som avbildas med tuppen Gullinkambe.
Det finns även runor insydda upp och ned i en av bonaderna. Inskriften lyder  × (k)uþbu och uttolkas guðbo.

## Galleri

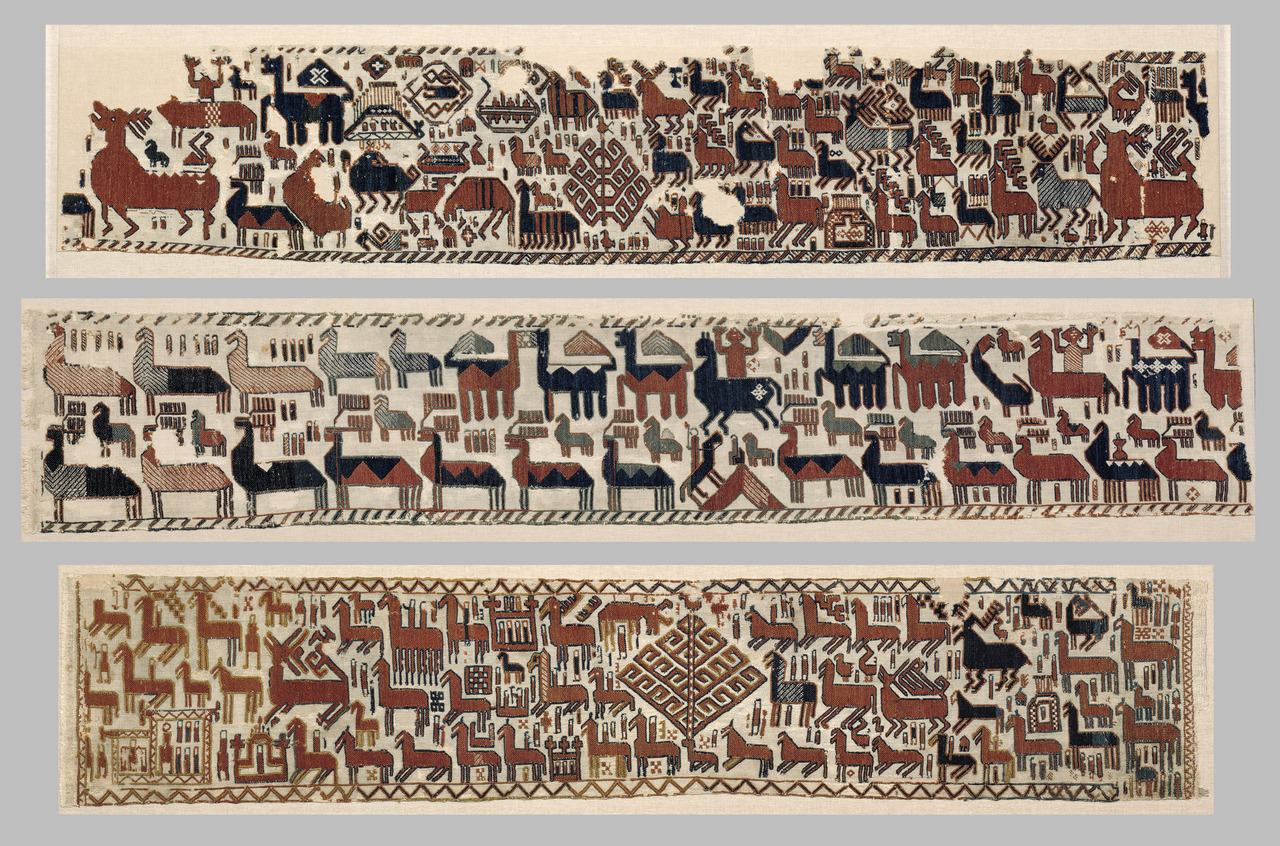
Tre av bonaderna
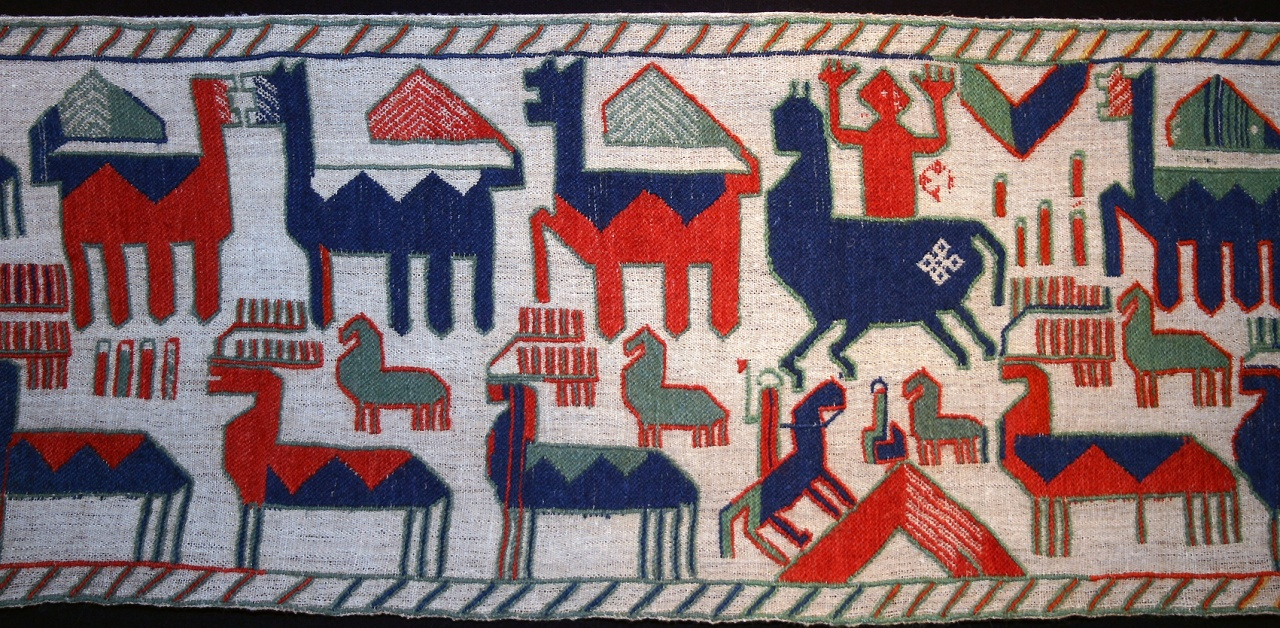
Detalj
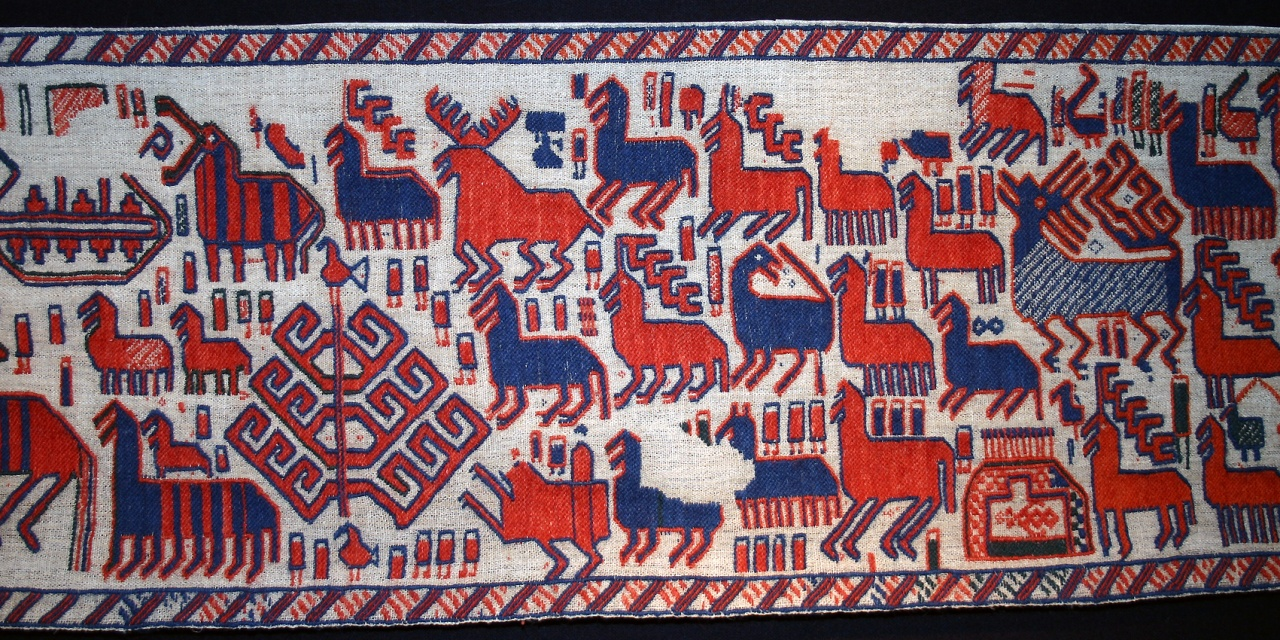
Detalj
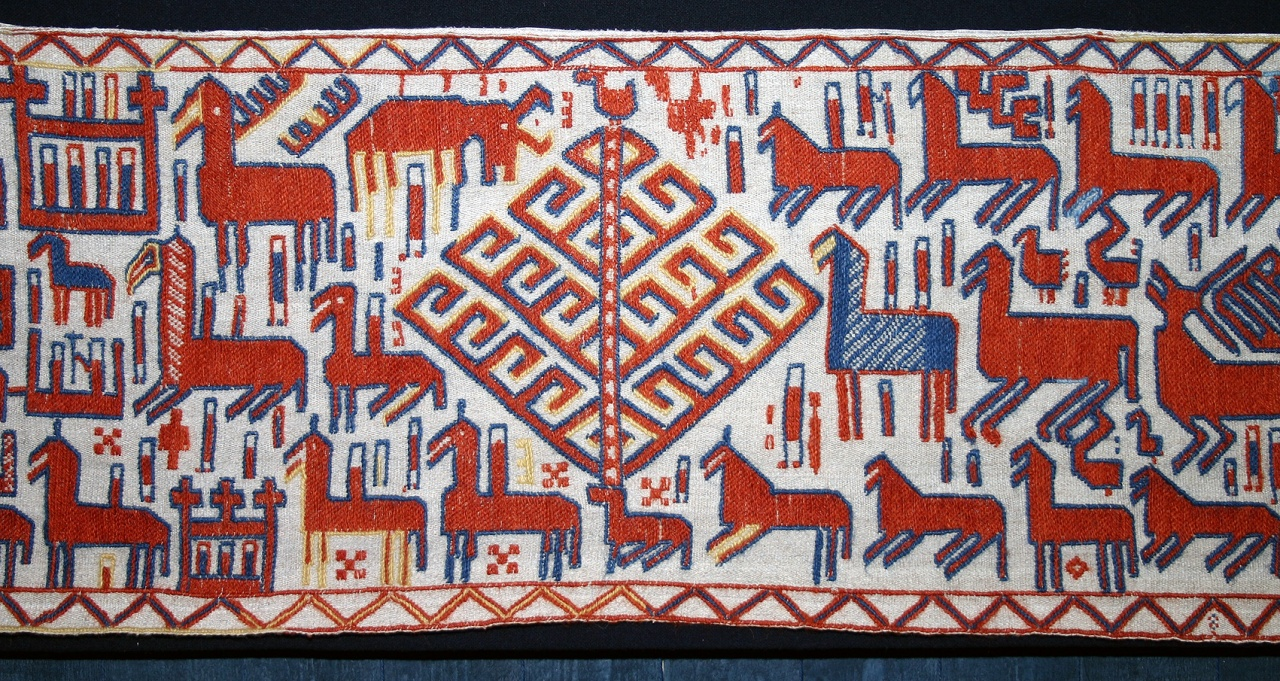
Detalj